# Мординське сільське поселення
Мо́рдинське сільське поселення (рос. Мординское сельское поселение) — муніципальне утворення у складі Корткероського району Республіки Комі, Росія. Адміністративний центр — село Мордино.

## Населення
Населення — 1219 осіб (2017, 1447 у 2010, 1927 у 2002, 924 у 1989).

## Склад
До складу поселення входять такі населені пункти:
| Населений пункт   | Населення, осіб (1989) | Населення, осіб (2002) | Населення, осіб (2010) |
| ----------------- | ---------------------- | ---------------------- | ---------------------- |
| Веселовка, селище | 390                    | 281                    | 181                    |
| Дань, присілок    | 103                    | 73                     | 56                     |
| Конша, присілок   | 39                     | 27                     | 27                     |
| Мордино, село     | 245                    | 1435                   | 1095                   |
| Четдіно, присілок | 147                    | 111                    | 88                     |